# 서산시의 국회의원

## 행정구역 변천
- 1945년 8월 15일 충청남도 서산군
- 1957년 11월 20일 서산군 정미면·대호지면이 당진군에 편입
- 1986년 4월 1일 서산군 안면읍 고남리·누동리·장곡리에 고남면 설치
- 1989년 1월 1일 서산군 서산읍이 서산시로 승격, 서산군 태안읍·안면읍·고남면·남면·근흥면·소원면·원북면·이원면에 태안군 설치
- 1995년 1월 1일 서산시와 서산군이 통합하여 '서산시' 설치

## 서산시의 역대 국회의원 일람
| 대수         | 이름           | 소속정당     | 임기                               | 선거구역                                                                              | 개표결과 |
| ------------ | -------------- | ------------ | ---------------------------------- | ------------------------------------------------------------------------------------- | -------- |
| 제1대        | 이종린(李鍾麟) | 무소속       | 1948년 5월 31일 ~ 1950년 5월 30일  | 서산군 갑: 서산읍 인지면 팔봉면 대산면 성연면 음암면 운산면 대호지면 정미면           | 보기     |
| 제1대        | 김동준(金東準) | 무소속       | 1948년 5월 31일 ~ 1950년 5월 30일  | 서산군 을: 정석면 지곡면 해미면 고북면 안면면 남면 태안면 근흥면 소원면 근북면 이북면 | 보기     |
| 제2대        | 이종린(李鍾麟) | 일민구락부   | 1950년 5월 31일 ~ 1951년 2월 20일  | 서산군 갑: 서산읍 지곡면 대산면 성연면 음암면 운산면 해미면 고북면 대호지면 정미면    |          |
| 제2대        | 김제능(金濟能) | 자유당       | 1952년 2월 6일 ~ 1954년 5월 30일   | 서산군 갑: 서산읍 지곡면 대산면 성연면 음암면 운산면 해미면 고북면 대호지면 정미면    |          |
| 제2대        | 안만복(安萬福) | 무소속       | 1950년 5월 31일 ~ 1954년 5월 30일  | 서산군 을: 인지면 부석면 팔봉면 안면면 남면 태안면 근흥면 근원면 원북면 이북면        |          |
| 제3대        | 나창헌(羅昌憲) | 자유당       | 1954년 5월 31일 ~ 1958년 5월 30일  | 서산군 갑: 서산읍 인지면 팔봉면 대산면 성연면 음암면 운산면 대호지면 정미면           |          |
| 제3대        | 류순식(柳順植) | 자유당       | 1954년 5월 31일 ~ 1958년 5월 30일  | 서산군 을: 정석면 지곡면 해미면 고북면 안면면 남면 태안면 근흥면 소원면 근북면 이북면 |          |
| 제4대        | 전영석(田泳奭) | 민주당       | 1958년 5월 31일 ~ 1960년 7월 28일  | 서산군 갑: 서산읍 지곡면 대산면 성연면 음암면 운산면 해미면 고북면                    |          |
| 제4대        | 류순식(柳順植) | 자유당       | 1958년 5월 31일 ~ 1960년 7월 28일  | 서산군 을: 인지면 부석면 팔봉면 안면면 남면 태안면 근흥면 소원면 원북면 이북면        |          |
| 제5대 민의원 | 장경순(張慶淳) | 무소속       | 1960년 7월 29일 ~ 1961년 5월 16일  | 서산군 갑: 서산읍 지곡면 대산면 성연면 음암면 운산면 해미면 고북면                    |          |
| 제5대 민의원 | 안만복(安萬福) | 민주당       | 1960년 7월 29일 ~ 1961년 5월 16일  | 서산군 을: 인지면 부석면 팔봉면 안면면 남면 태안면 근흥면 소원면 원북면 이북면        |          |
| 제6대        | 이상희(李相禧) | 민주공화당   | 1963년 12월 17일 ~ 1967년 6월 30일 | 서산군 일원(제9선거구)                                                                |          |
| 제7대        | 이상희(李相禧) | 민주공화당   | 1967년 7월 1일 ~ 1971년 6월 30일   | 서산군 일원(제9선거구)                                                                |          |
| 제8대        | 박승규(朴升圭) | 민주공화당   | 1971년 7월 1일 ~ 1972년 10월 17일  | 서산군 일원(제11선거구)                                                               |          |
| 제9대        | 한영수(韓英洙) | 무소속       | 1973년 3월 12일 ~ 1979년 3월 11일  | 서산군·당진군 일원(제7선거구)                                                         |          |
| 제9대        | 류제연(柳濟然) | 신민당       | 1973년 3월 12일 ~ 1979년 3월 11일  | 서산군·당진군 일원(제7선거구)                                                         |          |
| 제10대       | 심현직(沈鉉稷) | 민주공화당   | 1979년 3월 12일 ~ 1980년 10월 27일 | 서산군·당진군 일원(제7선거구)                                                         |          |
| 제10대       | 한영수(韓英洙) | 신민당       | 1979년 3월 12일 ~ 1980년 10월 27일 | 서산군·당진군 일원(제7선거구)                                                         |          |
| 제11대       | 김현욱(金顯煜) | 민주정의당   | 1981년 4월 11일 ~ 1985년 4월 10일  | 서산군·당진군 일원(제8선거구)                                                         |          |
| 제11대       | 한영수(韓英洙) | 민주한국당   | 1981년 4월 11일 ~ 1982년 7월 30일  | 서산군·당진군 일원(제8선거구)                                                         |          |
| 제12대       | 김현욱(金顯煜) | 민주정의당   | 1985년 4월 11일 ~ 1988년 5월 29일  | 서산군·당진군 일원                                                                    |          |
| 제12대       | 장기욱(張基旭) | 민주한국당   | 1985년 4월 11일 ~ 1988년 5월 29일  | 서산군·당진군 일원                                                                    |          |
| 제13대       | 박태권(朴泰權) | 통일민주당   | 1988년 5월 30일 ~ 1992년 5월 29일  | 서산군 일원                                                                           |          |
| 제14대       | 한영수(韓英洙) | 민주당       | 1992년 5월 30일 ~ 1996년 5월 29일  | 서산시·서산군·태안군 일원                                                             |          |
| 제15대       | 변웅전(邊雄田) | 자유민주연합 | 1996년 5월 30일 ~ 2000년 5월 29일  | 서산시·태안군 일원                                                                    |          |
| 제16대       | 문석호(文錫鎬) | 새천년민주당 | 2000년 5월 30일 ~ 2004년 5월 29일  | 서산시·태안군 일원                                                                    |          |
| 제17대       | 문석호(文錫鎬) | 열린우리당   | 2004년 5월 30일 ~ 2008년 5월 29일  | 서산시·태안군 일원                                                                    |          |
| 제18대       | 변웅전(邊雄田) | 자유선진당   | 2008년 5월 30일 ~ 2012년 5월 29일  | 서산시·태안군 일원                                                                    |          |
| 제19대       | 성완종(成完鍾) | 자유선진당   | 당선 무효                          | 서산시·태안군 일원                                                                    |          |
| 제19대       | 김제식(金濟植) | 새누리당     | 2014년 7월 31일 ~ 2016년 5월 29일  | 서산시·태안군 일원                                                                    |          |
| 제20대       | 성일종(成一鍾) | 새누리당     | 2016년 5월 30일 ~ 2020년 5월 29일  | 서산시·태안군 일원                                                                    |          |
| 제21대       | 성일종(成一鍾) | 미래통합당   | 2020년 5월 30일 ~ 2024년 5월 29일  | 서산시·태안군 일원                                                                    |          |
| 제22대       | 성일종(成一鍾) | 국민의힘     | 2024년 5월 30일 ~                  | 서산시·태안군 일원                                                                    |          |

## 같이 보기
- 당진시의 국회의원
- 태안군의 국회의원
- 서산군 (1988년 선거구)
- 서산시·서산군·태안군
- 서산시·태안군